# 秋川新聞
秋川新聞（あきがわしんぶん）は、かつて日本の東京都西多摩地域で発行されていた週刊の地方新聞。毎週日曜日に刊行されていた。発行元は東京都西多摩郡五日市町（後に秋川市と合併、現在のあきる野市）に拠点を置く有限会社新五日市社で、同町をはじめ秋川流域の4市町村（秋川市・日の出町・檜原村）で販売されていた。1989年（平成元年）時点では紙面はタブロイド判16ページで、紙面の大部分を広告が占めていた。
発行元である新五日市社の創業者および社長は宮崎克己で、彼は『秋川新聞』の発行人・編集長でもあった。創刊は1957年（昭和32年）1月とされているが、1956年（昭和31年）2月以前には既に前身となる『新五日市』および『日の出』の発行が開始されていた。創刊から1度も休刊することなく、1989年8月6日付の第1727号まで週1回刊行を守り、黒字経営を続けていたが、同月に社長の息子である宮﨑勤が東京・埼玉連続幼女誘拐殺人事件の被疑者として逮捕された影響で廃刊となった。同月時点での発行部数は公称5,000部だった。

## 歴史

### 前身
「新五日市社」の前身は、宮崎勤の曽祖父である宮崎 豊次郎と、祖父である宮崎 昇吉（1899年〈明治32年〉7月 - 1988年〈昭和63年〉5月16日）が五日市町で営んでいた機織業である。五日市町は江戸時代から林業が盛んで、明治に入ってからは養蚕と機織が急成長し、厚手折の泥染めである「黒八丈」という絹織物が特産品として有名だった。「黒八丈」は「五日市」の別名でも呼ばれ、着物や羽織の襟として珍重されていた。昇吉は1899年7月、次男として生を受けたが、長男が嬰児死亡したため長男として育てられた。
宮崎家は代々、五日市町小和田地区にある室町時代創建の寺「広徳寺」の寺百姓だったが、6代目である昇吉の代で広徳寺境内から、丘の麓（後の「新五日市社」所在地）に移転し、農家兼機屋となった。これは昭和の初期のことで、妻（勤の祖母）との結婚が移転のきっかけとされている。昇吉は1931年（昭和6年）2月、結城織を製造する「宮崎織物工場」を創業し、1935年（昭和10年）時点では東京府（後の東京都）西多摩郡五日市町小和田187で、1939年（昭和14年）時点では同町小和田181（座標）で、それぞれ同工場を営んでいた。機屋では主に「八端」（はったん）と呼ばれる布団地を製造しており、全盛期には10人以上の女子工員が働き、八王子・青梅を含めた一帯で一、二と言われる機屋になっていた。昇吉は終戦直後に1期五日市町会議員を務めるなど地元の名士となっていたが、昭和20年代後半になると養蚕業が衰退し、工場の経営も悪化した。これに前後して、五日市の織物業も1960年代から衰退していくことになる。

### 創刊の経緯
「新五日市社」の社主は、宮崎勤の父親である宮崎 克己（1929年〈昭和4年〉9月 - 1994年〈平成6年〉11月21日）である。彼は1929年（昭和4年）9月、この家の長男として生まれ、都立織染学校の紡績科を卒業し、家業を手伝いながら青年団の団長などを務めていた。
1954年（昭和29年）9月、克己は繊維不況をきっかけに織物業の副業として印刷業を始め、「新五日市社」を設立した。社屋および工場の所在地は五日市町小和田181番地で、宮崎家の住宅と隣接していた。当初は細々と新聞折込のチラシ広告を印刷していたが、1956年（昭和31年）2月以前から『新五日市』『日の出』と題した新聞の発行を開始するようになる。この新聞は、社長である克己が「五日市町でローカル紙を発行したい」との考えから起業したものであった。同年9月に「新五日市社」を有限会社として登記し、克己が代表取締役に就任、昇吉と広告会社を経営していた勤の叔父（克己の弟）がそれぞれ取締役に就任した。また勤の精神鑑定書によれば、勤の祖母（昇吉の妻、および克己の母親）も長男が始めた新五日市社を積極的に手伝い、同社の取締役を務めたとされている。1957年（昭和32年）1月23日、新五日市社から発行されていた新聞は『秋川新聞』として第三種郵便物認可を受ける。多くの文献では同年、もしくは同月をもって創刊時期としている。創刊時のキャッチフレーズは「地域を考えよう」だった。

### 創刊後
創刊当時は週刊誌創刊ブームの時期でもあり、克己は新聞編集・印刷のことは門外漢であったが、地元の大学生や役場の元職員にアルバイトで原稿をまとめてもらいながら印刷を外注して新聞を発行し、やがて事業は軌道に乗った。かつては編集人として今村貞二が名を連ねていたが、後に克己が編集も兼任するようになる（後述）。当時、週1で宮崎家を訪ねて『秋川新聞』の編集を手伝っていた学生の1人に、後に『東京新聞』社会部記者となった坂本丁次がおり、彼は事件後、地元の名士から一転して凶悪犯の父親として世間から厳しい目に晒された克己からインタビューをし、彼の苦しみを『文藝春秋』誌上で訴えていた。
一方で収入の大半が印刷代に消えていたため、創刊半年後からは印刷機を購入し、街の印刷所から印刷技術者をスカウトして自前で印刷をするようになった。これは勤の事件が発覚した1989年から遡って31年前のことで、この印刷技師（後の工場長）が新五日市社に入社したころは、工場内にはまだ織機が多数並んでおり、印刷機はその端に置かれているような状態だったが、やがて新聞事業の方が大きくなり、最終的に使われなくなった織機は廃棄された。
また新聞発行以外の一般の印刷の注文も引き受けるようになり、1989年時点でははがき、商店のチラシ、名刺、挨拶状の印刷も行っていた。地元では定着した読者を持ち、社長の克己は地元で名前をよく知られ、勤が町立五日市中学校に進学したころには入会条件の厳しいロータリークラブの会員や同中学校のPTA副会長・会長を歴任するなど、町の名士の一人になっていた。一方で勤の事件が発覚する5、6年前からは、得意先だった町役場や学校・会社などにパソコンやワープロなどが備え付けられるようになり、印刷業が不振になっていたことなどから、給料の遅配が目立っていたという元従業員の証言もある。
克己は勤を新五日市社の跡取りとして育てるため、明治大学付属中野高校を卒業したものの、成績が良くなかったことから明治大学に推薦入学できなかった勤を東京工芸大学短大部の画像処理科に推薦入学させ、現像焼付・原稿校正・デザイン技術を学ばせていた。卒業後、勤は取締役である叔父の伝で「他人の釜のメシを喰う必要がある」と小平市の印刷会社に就職させられていた。勤は当時、敬語の使い方も知らなければ挨拶もまともにできなかったが、叔父が経営していた広告会社がこの印刷会社の最大の得意先であったため、採用に至った。しかし勤は仕事に意欲を見せず、就職から約3年後の1986年（昭和61年）3月には事実上解雇され、それ以降は実家に引きこもるようになった。
一方で新五日市社は、創業30周年となる1986年9月に大型印刷機を導入し、同月7日発行の第1578号からは紙面を従来の2ページから倍増して4ページとした。このころからは勤が印刷機の操作、チラシ広告など印刷物の原稿取り、『秋川新聞』の配達などといった仕事を手伝うようになるが、自室でビデオ録画やダビングをするため、勤務時間中に職場を離れることが続き、やがて工場長は仕事を教えることを諦めた。翌1987年（昭和62年）には電子印刷機を購入し、オフィス・オートメーション (OA) を次々に図っていくようになる。一橋文哉はこれらのOA化の動きについて、小企業としてはかなり大胆なものであったと評している。

### 廃刊直前の動向
勤は1988年（昭和63年）8月と10月、埼玉県西部（入間市・飯能市）でそれぞれ2件の幼女誘拐殺人事件を起こした。一方で同年10月には五日市町に隣接する秋川市で『秋流新聞・西の風』（現：『Weekly News 西の風』）が発刊されたため、『秋川新聞』はそれに対抗する形で紙面を8ページに増量しており、『西の風』のお膝元である秋川市への進出も計画していた。地元商店会の幹部によれば当時、五日市町の商店経営者たちには子供たちに地元ではなく、より活気のある秋川市の方に店を持たせる者が多かったという。
また勤が埼玉県川越市で3件目の事件を起こしていた1988年12月、『秋川新聞』は秋川流域4市町村の市町村議会議員の在り方を批判する論説を掲載した『西の風』および、同紙の発起人でもある日の出町議会の非主流派議員MKを激しく批判する記事を掲載していた（後述）。『秋川新聞』によれば、『西の風』は同紙の編集長（1988年12月当時）であるFという人物が『西多摩新聞』記者時代、日の出町長を批判する記事を掲載したところ、これに激怒した町長が同紙に抗議を申し入れて謝罪に追い込まれたが、それに反発した日の出町議員のMK一派から激励を受けた――という経緯で創刊されたものである。同年5月11日には昇吉が脳溢血で倒れ、同月16日に満88歳で死去したが、『秋川新聞』は休刊することなく、「特別事情」および「喪中」を理由にページ数を2ページに減らした上で、同年5月15日号（第1664号）・同月22日号（第1665号）を発行している。
克己は同年7月14日、晴海で開催された印刷機の見本市に行き、そこで700万円の新しい印刷機械を購入していたが、会社の関係者はこの動向は事業拡大のためだったのであろうと推測している。当時はOA化にも熱心で、集めた情報をコンピューターに集積する試みもしており、克己はそれらの計画や試みを1人息子である勤に引き継がせるつもりだった。1989年1月1日号では、創業30周年にあたって下版の全工程をコンピュータ化したとする社告を出していた。一方で佐木隆三は、高額なOA機器の購入には社長の妻が反対していたにもかかわらず、社長が押し切って購入した理由について、必ずしも勤に事業を継がせるためだけではなく、彼自身の収集癖も一因であると述べている。

### 廃刊
しかし勤は1989年7月23日、強制わいせつ事件を起こして警視庁八王子警察署に逮捕され、同年8月10日には当時未解決だった東京都江東区における幼女誘拐殺人事件（東京・埼玉連続幼女誘拐殺人事件のうち1件）を自供、逮捕前の同日から実名報道がなされる。この件を受けて同日、新五日市社の社屋でもある宮崎家に二十数社のマスコミが殺到、それ以降はテレビの定時ニュースやワイドショーで連日『秋川新聞』の看板が映し出され、全国から野次馬が相次いで押し寄せ、看板の前で記念撮影をする者もいた。
同社の最新鋭のイメージスキャナなどは事件後、連続幼女誘拐殺人事件のうちの2事件で被害者宅へ郵送された書面の印刷に使用されたとして、証拠品として埼玉県警に押収されたため、同社はチラシ広告の印刷もできなくなり、『秋川新聞』も同年8月6日に発行された第1727号を最後に発行を停止した。新五日市社は同年8月末をもって経済活動を終了することとなり、『秋川新聞』は正式に廃刊となった。勤が生まれる前から30年間勤続していた元工場長に対する退職金や、連載記事を寄稿していた地元在住の政治評論家・高橋正則（後述）に対する未払いの原稿料も、新五日市社から支払われることはなかった。結果的に最終号となった第1727号（1989年8月6日号）は18ページ建てで、一面は「参院選後の政局動向 国会詰め 第一線記者座談会」だった。
宮崎一家は事件後に五日市を去り、住宅と新五日市社の社屋は1992年（平成4年）ごろに取り壊され、敷地（約1,000 m2）は売りに出された。しかし1996年（平成8年）時点でも買い手はついておらず、2023年（令和5年）8月時点では「和み広場」という広場になり、地元の高齢者らがゲートボール場などとして利用している。元社長の克己は1994年（平成6年）11月時点で都内のビル管理会社に勤めていたが、同僚から事件の話をされたことを苦にして、同月21日未明に東京都青梅市の多摩川に架かる「神代橋」から投身自殺した（65歳没）。

## 新聞の特徴
「皆様の家庭紙」「暮らしに生きる秋川新聞」をキャッチフレーズとしていた。1989年8月時点で購読料は月額600円だった。紙面の大半は広告が占めており、新五日市社の収入のほとんどはその広告料で賄われていた。広告主は五日市町・秋川市・日の出町の中小企業（工事業者・木工所・葬儀社など）や医院などだった。
広告以外の記事は主に、町役場の公報や町議会の議事録などを主に掲載しており、社長である克己自身が執筆したコラムなども掲載されていた。『東京新聞』は『秋川新聞』を地域文化の振興に一役買ってきた新聞と評した上で、最終号の記事内容については森林の自然保護・青少年の非行防止などの話題を扱っていたと評している。1988年10月2日号（第1684号）からは、商工業者と読者を結ぶ「暮らしに生きる情報欄」を新設し、読者に限り無料で募集、売り出し、目玉商品の宣伝、生活相談などの情報を掲載できる欄として運用していた。また廃刊の半年前からは、高橋正則が「論説」や「疑獄物語」といった記事を連載するようになっていた。
1986年時点では檜原村の動向に関する唯一の永続的な活字資料として、役場や村民から中央紙とともによく購読されており、また村で選挙が行われる際には立候補者を知る情報源としても用いられていた。『毎日新聞』八王子支局時代に『秋川新聞』を見たことがあるという瀧野隆浩は、同紙は数ページの新聞ではあるが、地域の細かな話題を丁寧に拾っていた新聞であったと評している。また『東京新聞』の取材を受けた地元住民も、『秋川新聞』に掲載される地元の議会報告などの記事は論調がしっかりしていたと評している。
一方で高橋は、同紙は校正を全くの素人だった克己の妻（勤の母親）が行っていたため誤植が多く、新聞としては酷い出来だったと述べている。高橋は毎週火曜日に新五日市社へ原稿を渡しており、最後の原稿は勤が連続幼女誘拐殺人事件の被疑者として実名報道される2日前の8月8日に渡していたが、事件後に佐木隆三から取材を受けた際には、勤の逮捕後に克己から何の連絡もなかったことについて不満を述べている。佐木は『秋川新聞』の紙面について、紙面のほとんどは広告であり、広告以外の記事は高橋の執筆記事が突出しているだけであったと評している。

### 1988年12月の記事
競合紙である『秋流新聞・西の風』の1988年12月9日号に掲載されたコラム「阿伎留台地」では、秋川流域4市町村の市町村議会議員の在り方を批判する論説（一般質問の要旨そのものを自身では何も考えず、議会事務局や役所の職員に任せることなどを批判した内容）が展開されたが、その内容に反発した4市町村の各議会は同日、『西の風』に全市町村議員の連名で抗議文を提出した。その動きを報じた『秋川新聞』も同月18日号（第1695号）で、同記事を「筆の暴力」「議員の人権を踏みにじる」ような論評であると評し、『西の風』を強く批判する論調の記事を掲載、次号である同月25日号（第1696号）でも同事件を受けて「新聞社や議員のモラルが問い正されている」と評した。このような動きを受け、『西の風』の発行元である株式会社エクスポーズ秋川は「不穏当な記事」があったとして謝罪文を掲載している。
また『秋川新聞』は販売エリアの1つだった日の出町の町長（1989年当時）と親密な関係にあったと言われており、1988年3月に計画された同町による川北地区開発計画をめぐり、同年12月には社長・克己自らが町議会の非主流派（開発反対派）を批判する記事を執筆・掲載した。同月25日号に掲載されたその記事の内容は、同月20日に開かれた一般質問で、反主流派の旗頭として知られているMK議員（『西の風』の発起人でもあった）が開発計画をめぐり、「必要以上に町長をなじった」「同じ質問を何度も繰り返した」「〔議長の『質問を内容を整理して』という忠告〕を無視して追及の手を緩めなかった」とするもので、同紙はMKの動向が『西の風』の記事問題に続いて「善良な市民を怒りの渦に巻き込んでいる」「議員のモラルを欠くものとして批判の声が集まっている」と激しく批判、『西の風』も「鬼の首を取ったような偏向見出しと議決数まで有利にごまかして報道している」として同様に強く批判していた。しかし『秋川新聞』は勤の事件が原因で廃刊に追い込まれ、結果的に『西の風』にとっては思わぬ形でライバル紙が消える格好となった。
一方で1989年の正月には、その『秋川新聞』による批判記事をコピーして「議会の正常化にご協力ください 議員有志」と併記した怪文書が、同町内各戸に約5,000部配布される事件が発生した。勤の事件によって『秋川新聞』が事実上廃刊となった後の同年9月11日には、当時同町議長を務めていた宮田昌美が「議員有志の名を騙り、多くの善良な住民を愚弄し、著しく日の出町議会の権威を冒涜し名誉を毀損した事実は許し難い」として、被疑者不詳のまま地元の五日市警察署長に告発状を提出、同年11月時点では五日市署が名誉毀損容疑で捜査を行っていた。同町議の宮崎匡功は『秋川新聞』について、先述したように町の姿勢に対する疑問を追及する人物や町議を著しく批判するような記事を書いており、客観性を欠いていたと評した上で、怪文書が配布された直後に抗議のため新五日市社を訪れたところ、社長は怪文書が自社で印刷されたものであることを認めたと語っている。

## 経営体制
木造の小さな印刷所兼販売店は、宮崎家の住宅（母屋）と直角に隣接して建っていた。印刷工場は母屋から見て東側にあり、西から見て母屋、廊下、玄関および事務室、印刷工場という形の配置だった。創刊直後、克己は自身の父親である昇吉とともに広告を募り、勤の祖母が集金を行っていた。後に昇吉が広告集め・購読者勧誘、勤の祖母が購読料の集金、克己が取材・編集、克己の妻（勤の母親）が家事の合間に印刷を手伝うといった一家総掛かりでの仕事によって経営されることとなった。
1989年時点では従業員数は5人で、社長である克己自身が取材に出掛けて原稿の執筆・写真撮影を行い、克己の妻（勤の母親）が経理・雑務を担当、創刊から働いている工場長が印刷業務を担当していたほか、週末の1日だけ通勤する年配の校正者がいた。そして、社長の息子である勤は工場長の印刷の手伝いをしていた。通常は月曜日から土曜日にかけて工場を稼働して工場長と勤が2人で秋川新聞・チラシなどを印刷、勤は土曜日の夜に刷り上がった新聞の配送を、火曜日・金曜日にはチラシの配達をそれぞれ担当していた。

## 図書館における所蔵
あきる野市五日市図書館ではマイクロフィルムで1956年2月 - 1964年3月分および1965年1月 - 1976年12月分が、原紙（製本）で1977年1月 - 1989年8月分がそれぞれ所蔵されている。同館に所蔵されている最古の号は1956年2月26日号（第28号）で、当時の新聞名は『新五日市』『日の出』であった。その後、1958年（昭和33年）1月1日号（第118号）以降は『秋川新聞』という名前になっている。
東京都立中央図書館では第1611号（1987年5月3日号） - 最終号となった第1727号（1989年8月6日号）が所蔵されている。

## その他
東京新聞五日市専売所から1982年（昭和57年） - 1997年（平成9年）にかけて『秋川ニュース』が発行されていたが、『秋川新聞』とは無関係である。